# Vignes-la-Côte
Vignes-la-Côte è un comune francese di 52 abitanti situato nel dipartimento dell'Alta Marna nella regione del Grand Est.

## Società

### Evoluzione demografica
Abitanti censiti